# Wander Wildner
Wanderley Luís Wildner (* 1960 in Porto Alegre, Rio Grande do Sul, Brasilien), bekannt als Wander Wildner, ist ein brasilianischer Sänger und Musiker. Er war Mitglied der in Brasilien einflussreichen Punkband Os Replicantes (dt. die Replikanten) und betreibt nunmehr eine Solokarriere.

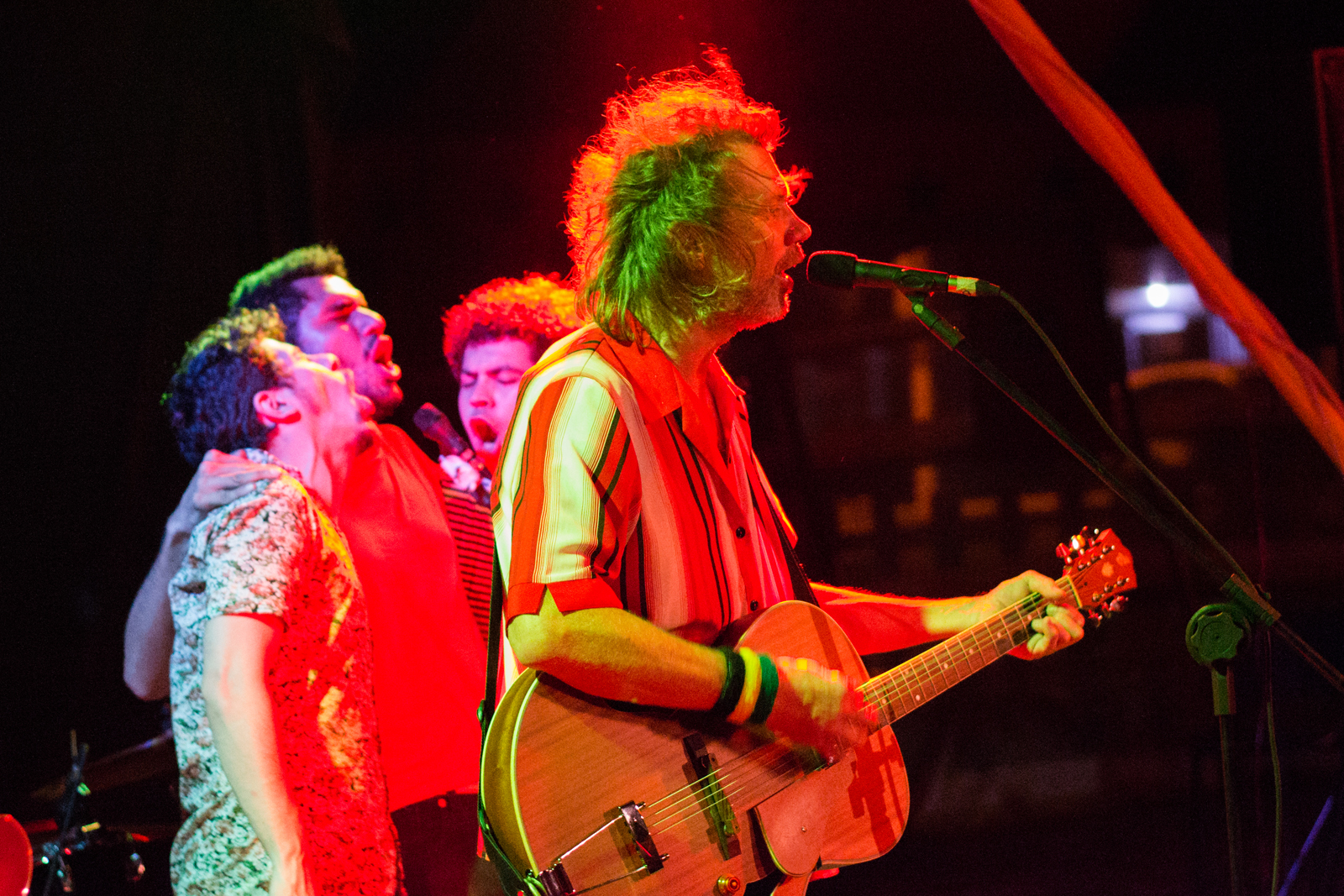
Wander Wildner (2014)

## Diskografie
- 1996: Baladas Sangrentas
- 1999: Buenos Dias
- 2002: Eu sou feio… mas sou bonito
- 2004: No ritmo da vida (Sampler)
- 2004: Paraquedas do Coração
- 2005: Acústico MTV Bandas Gaúchas
- 2005: 10 Anos Bebendo Vinho
- 2015: Existe Alguém Aí?